# Liangyuxiang (ort i Kina, Hubei Sheng, lat 31,56, long 111,38)
Liangyuxiang (kinesiska: 两峪乡) är en ort i Kina. Den ligger i provinsen Hubei, i den centrala delen av landet, omkring 300 kilometer väster om provinshuvudstaden Wuhan. Antalet invånare är 9 064. Befolkningen består av 4 214 kvinnor och 4 850 män. Barn under 15 år utgör 9,0 %, vuxna 15-64 år 77 %, och äldre över 65 år 12,0 %.
Runt Liangyuxiang är det ganska tätbefolkat, med 116 invånare per kvadratkilometer. Närmaste större samhälle är Dianya, 18,6 km söder om Liangyuxiang. I omgivningarna runt Liangyuxiang växer i huvudsak blandskog.
Genomsnittlig årsnederbörd är 1 119 millimeter. Den regnigaste månaden är augusti, med i genomsnitt 204 mm nederbörd, och den torraste är december, med 12 mm nederbörd.